# Erling Mortensen
Erling Mortensen (ur. 5 kwietnia 1955) – duński szachista, mistrz międzynarodowy od 1980 roku.

## Kariera szachowa
Od połowy lat 70. należy do podstawowych zawodników reprezentacji Danii. Pomiędzy 1976 a 2004 jedenastokrotnie (w tym raz na I szachownicy) wystąpił na szachowych olimpiadach, natomiast w 1983 i 1992 r. – na drużynowych mistrzostwach Europy. Wielokrotnie zdobywał medale indywidualnych mistrzostw Danii, w tym czterokrotnie złote (w latach 1981, 1987, 1989 i 1991).
Do sukcesów Erlinga Mortensena na arenie międzynarodowej należą m.in.:
- dz. I m. w Winterthurze (1976, wspólnie z Paulem van der Sterrenem),
- II m. w Kopenhadze (1983, za Carstenem Hoi),
- dz. I m. w Reykjaviku (1990, wspólnie z m.in. Lwem Poługajewskim, Siergiejem Dołmatowem, Rafaelem Waganianem, Yasserem Seirawanem i Nickiem de Firmianem),
- II m. w Valby (1994, za Margeirem Peturssonem),
- dz. I m. w Kopenhadze (1997, turniej Politiken Cup, wspólnie z Helgi Gretarssonem, Carstenem Hoi i Larsem Schandorffem),
- dz. III m. w Koge (1997, za Lembitem Ollem i Janem Timmanem, wspólnie z Larsem Bo Hansenem),
- I m. w Kopenhadze (2004).

Najwyższy ranking w karierze osiągnął 1 stycznia 1998 r., z wynikiem 2510 punktów dzielił wówczas 5-6. miejsce wśród duńskich szachistów.